# Uomini di Weerdinge

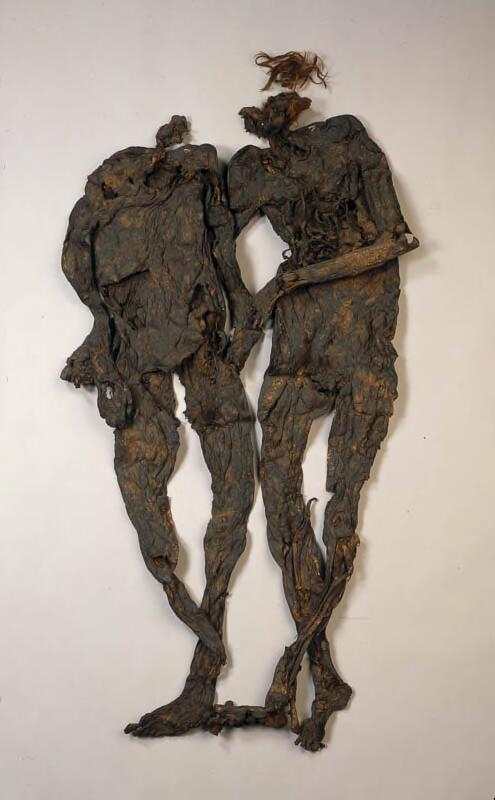
Uomini di Weerdinge

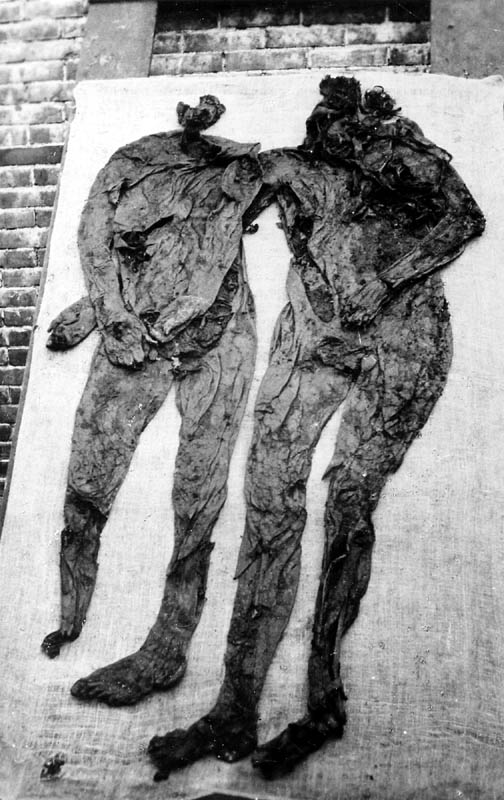
Uomini di Weerdinge 1904

Gli uomini di Weerdinge (in olandese: Paar van Weerdinge) sono due mummie di palude ritrovate nel 1904 nella palude Bourtanger, nei pressi della cittadina di Niew-Weerdinge, Emmen, sud dei Paesi Bassi. Le mummie sono conservate nel museo Drents di Assen, che ha allestito una mostra permanente su questo genere di reperti.

## Ritrovamento
Il 24 giugno 1904, Hilbrand Gringhuis, estrattore di torba, rinvenne i due corpi mentre era al lavoro. Le mummie giacevano assieme, con un corpo che ricopriva il braccio dell'altro. I corpi vennero lasciati in situ e fu avvisata la polizia locale; successivamente vennero estratti dalla palude e consegnati da una piccola agenzia di pompe funebri al cimitero di Niew-Weerdinge, ove vennero arrotolati e conservati in una scatola. Il personale del Museo Provinciale di Oudheden, museo precedente a quello di Drents attuale, apprese da un giornale locale dell'avvenuto ritrovamento e il signor Landweer, membro della Commissione del Museo, partì per investigare sul fatto. Giunto a Nieuw-Weerdinge studiò e fotografò il sito del rinvenimento e dopo una breve ricerca ritrovò le mummie al cimitero locale e le acquisì per conto del museo ove vennero esposte con un buon successo di visitatori. Ad un primo esame dei resti non fu possibile stabilirne il sesso ed erroneamente si pensò, data la disposizione dei corpi che sembrano "abbracciarsi", che si trattasse di un uomo e una donna e furono noti per diverso tempo come la coppia di Weerdinge. Successivamente studi più approfonditi dimostrarono che in realtà si tratta di due uomini.

## Studi sui corpi
I corpi vennero rinvenuti in posizione supina, con la mano sinistra di uno posata sul braccio dell'altro. Non furono ritrovati indumenti o altri oggetti che accompagnassero i due defunti. I resti sono lievemente pressati nella parte bassa, a causa del peso degli strati superiori di torba. Tessuti molli, organi interni e capelli sono perfettamente conservati, ma le ossa sono quasi andate disciolte dall'acidità dell'acqua, mentre la pelle, ora di colore marrone, è divenuta molto rugosa e grinzosa a causa dell'asciugatura che i reperti subirono dopo essere stati estratti dalla palude. La testa dell'individuo posto a sinistra è andata quasi completamente persa, mentre dell'altro corpo si sono salvati i capelli e tracce di barba. Questo individuo, che in vita era alto circa 169 cm, mostra chiaramente un grande foro sull'addome dal quale venne estratto l'intestino. Un successivo esame del DNA dimostrò senza ombra di dubbio che i corpi appartenevano a due maschi, discendenti da due madri diverse ma entrambi con gruppo sanguigno 0. Fu anche chiaro che la morte dei due non fu naturale.
Tramite l'analisi del polline presente nello strato di torba in cui giacevano i corpi, si ipotizzò come data della morte dei due la fine dell'età del ferro o durante l'età imperiale romana. Nel 1980 vennero eseguiti dei test al radiocarbonio che indicarono la data della morte nell'intervallo di anni tra il 40 a.C. e il 50 d.C., Un più moderno test del carbonio 14 eseguito con uno spettrometro di massa ha confermato la precedente datazione.